# Newcombia sulcata
Newcombia sulcata је пуж из реда Stylommatophora и фамилије Achatinellidae. 

## Угроженост
Ова врста се сматра угроженом.

## Распрострањење
Сједињене Америчке Државе су једино познато природно станиште врсте.

## Станиште
Врста Newcombia sulcata има станиште на копну.